# Langas
Langas (en same de Lule Láŋas) est un lac glaciaire formant la frontière entre les communes de Gällivare et Jokkmokk, dans le comté de Norrbotten en Laponie suédoise. Il est tout en longueur, s'étendant des chutes de Stora Sjöfallet, le séparant du lac Gårtjejávrre, aux chutes de Jaurekaska le séparant du lac Stora Lulevatten. Il fait partie du cours du fleuve Luleälven. Il est partiellement inclus dans le parc national de Stora Sjöfallet.